# Sigrid Schultz
Sigrid Lillian Schultz (* 5. oder 15. Januar 1893 in Chicago, Illinois; † 14. Mai 1980) (Pseudonym John Dickson) war eine US-amerikanische Journalistin.

## Leben und Arbeit
Schultz’ Vater Hermann Schultz stammte aus Norwegen, die Mutter Hedwig Jaskewitz hatte russische, polnische, französische und deutsche Wurzeln. Ihre frühe Kindheit verbrachte Schultz in Chicago. 1901 siedelte ihre Familie, zunächst nur vorläufig, nach Europa über, nachdem ihr Vater Hermann Schultz vom Württembergischen Königshof engagiert worden war, um ein Porträt des Königspaares anzufertigen. Anschließend beschlossen ihre Eltern, bis auf weiteres in Paris zu bleiben, wo ihr Vater ein Atelier einrichtete. Die Tochter besuchte dort ein Lyzeum und studierte ab 1912 Internationales Recht an der Sorbonne.
Später ging Schultz mit ihren Eltern nach Deutschland, wo sie aufgrund des kritischen Gesundheitszustandes ihrer Eltern auch während des Ersten Weltkriegs blieb, den sie so, obwohl amerikanische Staatsangehörige, aus der Warte der Mittelmächte miterlebte. Finanziell erhielt Schultz, die fließend Deutsch, Englisch, Norwegisch und Französisch sprach, sich über Wasser, indem sie Englisch- und Französischunterricht erteilte, bevor sie 1917 als Übersetzerin für einen irakischen Diplomaten in Berlin arbeitete und so erstmals in direkte Berührung mit der hohen Politik kam. Obwohl in Folge des Kriegseintritts der Vereinigten Staaten in diesem Jahr zwar zur feindlichen Staatsangehörige deklariert, blieb ihr eine Internierung erspart. Im selben Jahr starb ihr norwegischer Verlobter, als sein Schiff nach einem U-Boot-Angriff sank.
Im Jahr 1919 heuerten die Herausgeber des Chicago Tribune Schultz aufgrund ihrer deutschen Sprachkenntnisse als Korrespondentin für Deutschland an. In der Folgezeit brachte sie dem amerikanischen Publikum mehr als zwanzig Jahre lang als ständige Berichterstatterin die wichtigen politischen und gesellschaftlichen Ereignisse im Deutschen Reich und vor allem der Hauptstadt Berlin nahe. Zu den bedeutenden Ereignissen, von denen sie berichtete, zählten unter anderem der Kapp-Putsch vom März 1920. Als eine der ersten Frauen übernahm sie 1926 mit der Leitung und Koordination der Berichterstattung des Korrespondentennetzwerks für ganz Mitteleuropa eine journalistische Position von großer Bedeutung. 
Während ihrer Zeit als Berichterstatterin in Deutschland interviewte Schultz, die als eine der am besten informierten ausländischen Berichterstatter in Berlin galt, zahlreiche führende Persönlichkeiten des öffentlichen Lebens, darunter Hermann Göring und Adolf Hitler. Im Zweiten Weltkrieg 1940 bei einem britischen Luftangriff auf Berlin verletzt, kehrte sie Anfang 1941 in die Vereinigten Staaten zurück. Dort ging sie auf eine ausgedehnte Vortragsreise, auf der sie vor der aggressiven Natur des deutschen Nationalsozialismus warnte. 1944 kehrte Schultz als Kriegsberichterstatterin nach Europa zurück. Sie berichtete von der Landung der Alliierten in der Normandie und gehörte zu den ersten Reportern, die das Lager Buchenwald nach seiner Befreiung besuchten.
Schultz starb 1980, während sie an einem umfassenden Werk über die Geschichte des Antisemitismus arbeitete. Ihren Nachlass verwahrt die State Historical Society of Wisconsin.

## Schriften
- Germany will Try Again. New York 1944.
- Overseas Press Club Cookbook. Garden City 1962.
- Sigrid Schultz. 1970.